# Asplenium simplicifolium
Asplenium simplicifolium är en svartbräkenväxtart som beskrevs av Alexander Curt Brade. Asplenium simplicifolium ingår i släktet Asplenium och familjen Aspleniaceae. Inga underarter finns listade.